# Omer Damari
Omer Damari (in ebraico עומר דמארי‎?; Rishon LeZion, 24 marzo 1989) è un ex calciatore israeliano, di ruolo attaccante.

## Carriera

### Club
Inizia la sua carriera nel Maccabi Petah Tiqwa, dove giocava fino al 2011, quando si trasferisce all'Hapoel Tel Aviv. Dopo tre stagioni esaltanti, si trasferisce all'Austria Vienna.
Il 14 gennaio 2015, dopo un ottimo inizio di campionato, si trasferisce in Germania in 2.Bundesliga al RB Lipsia per una cifra che si aggira attorno ai 5 milioni di euro. Debutta il 15 febbraio contro FSV Francoforte.

### Nazionale
Il 17 novembre 2010 debutta con la Nazionale israeliana, con una doppietta contro l'Islanda. Il 13 ottobre 2015 realizza una tripletta nel 4-1 dell'Israele contro l'Andorra, partita valida per le qualificazioni all'europeo 2016.

## Palmarès

### Club

#### Competizioni nazionali
- Coppa di Stato: 1

Hapoel Tel Aviv: 2011-12